# Port Rowan
Port Rowan est une localité située à Norfolk à la base de Long Point.
Le village est reconnu pour son Bayfest qui se tient chaque année à la fête du Travail. Les sport locaux les plus populaires sont la pêche sportive et la navigation de plaisance dans la baie de Long Point et le golf à Stark's Golf Course. Le siège social d'Études d'Oiseaux Canada se trouve à Port Rowan.
Les équipements d'épuration des eaux de Port Rowan sont à pleine capacité, ce qui nuit à l'expansion du village. On y trouve aussi des éoliennes.